# 藤原秀之
藤原 秀之（ふじわら ひでゆき、1968年1月10日 - ）は、日本のラグビー指導者。現在桐蔭学園高校ラグビー部監督を務めている。

## プロフィール
- 東京都出身[2]。
- 現役時代のポジションはウィング(WTB)[3]。

## 略歴
高校からラグビーを始めた
大東一高校卒業後、日本体育大学に入る。なお大東一高校時代、花園優勝経験。
日本体育大学卒業後、1990年、桐蔭学園高校のラグビー部コーチに就任。
2002年、監督に就任。2011年、監督として花園初優勝を経験。